# Ger (Hiszpania)
Ger – gmina w Hiszpanii,  w Katalonii, w prowincji Girona, w comarce Baixa Cerdanya.
Według danych z 2005 roku liczba ludności wyniosła 433. Powierzchnia gminy to 33,39 km², a wysokość bezwzględna to 1135 metry. Współrzędne geograficzne gminy to 42°24'47"N 1°50'45"E.

## Dynamika populacji
- 1991 – 270
- 1996 – 288
- 2001 – 373
- 2004 – 409
- 2005 – 433

## Skład gminy
W skład gminy wchodzi siedem miejscowości:
- La Devesa de Saga – liczba ludności: 19

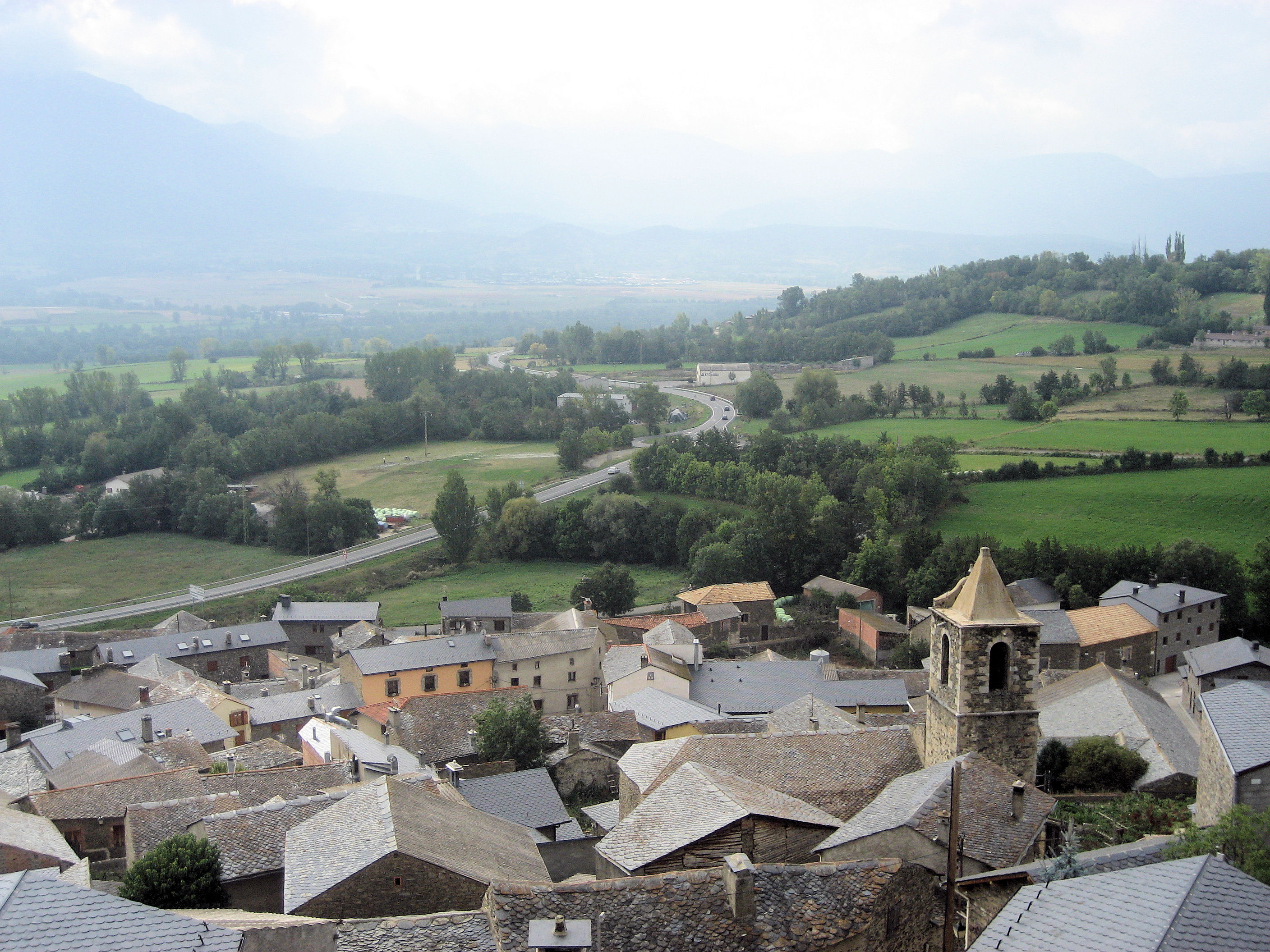
Widok na miejscowość Ger

- Ger – 321
- Gréixer – 40
- El Molí de Ger – 4
- La Pleta de Bolvir-Ger – 1
- La Pleta de Saga – 36
- Saga – 12